# Эш Уильямс
Эшли Джоанна «Эш» Уильямс (англ. Ashley Joanna «Ash» Williams), также просто Эш — вымышленный персонаж, главный герой кинотрилогии Сэма Рэйми «Зловещие мертвецы», одноимённого мюзикла, а также серии комиксов, видеоигр и сериала «Эш против зловещих мертвецов». Является положительным героем, защищающим себя и остальной мир от злобных кандарийских (англ. kandarian) демонов, приходящих в мир с помощью древней книги — Некрономикона, и одержимых ими существ, известных как дедайты.
Персонаж создан Сэмом и Айваном Рэйми, сыгран актёром Брюсом Кэмпбеллом в серии фильмов и Райаном Уордом (англ. Ryan Ward) в мюзикле. В фильмах персонаж фигурирует исключительно как Эш (англ. Ash), фамилия Уильямс была придумана Сэмом Рэйми на съёмках заключительной части трилогии.

## Биография

### Догеройский период
До становления на путь борца с нечистью Эш жил в Детройте, где работал простым клерком в отделе бытовых товаров супермаркета сети S-Mart. Имел инженерное образование или по крайней мере обучался на инженера. У него была сестра Шерил и любимая девушка Линда.

### События фильма и комикс-адаптации «Зловещие мертвецы»
Будучи примерно 20 с лишним лет (точный возраст не освещается), Эш отправляется на отдых в загородные леса на границе штата Теннеси вместе с Линдой, Шерил и своими друзьями Скотти и Шелли. Компания приезжает в небольшой снятый домик, где находит легендарный Некрономикон (книгу мёртвых) и магнитофон с аудиозаписью профессора Ноуби, изучавшего эту книгу. Благодаря произнесённому с ленты заклинанию, ночью в окрестных лесах пробуждается демоническая сущность, которая начинает убивать приятелей Эша, после чего использовать их тела как физическую оболочку. В итоге Эш становится единственным выжившим, которому удаётся бросить Некрономикон в огонь, тем самым остановив зло. Однако утром на пороге дома Эш снова подвергается нападению демона.

### События фильма «Зловещие мертвецы 2»
После атаки кандарийского духа Уильямс становится одержим и превращается в дедайта. Солнечный свет помогает временно изгнать демона, однако Эш теряет сознание и приходит в себя только вечером. Не имея возможности покинуть проклятое место, Эш возвращается в дом. Ночью туда приезжает дочь профессора Ноуби Энни и ещё трое людей, вместе с которыми Эш вступает в новую конфронтацию с силами тьмы. В ходе противостояния Эшу приходится отрезать заражённую и ожившую кисть своей правой руки до запястья, впоследствии заменив её съёмной бензопилой. В конце концов ему удаётся с помощью страниц Некрономикона, найденных Энни, открыть пространственно-временной портал между измерениями и изгнать демонов, однако и сам Эш оказывается затянутым в этот портал.

### События фильма и комикс-адаптации «Армия тьмы»
Эш оказывается в Средневековье (1300 год), в замке Кандар, окрестности которого терроризируются нечистью. Чтобы остановить зло и вернуться в свой мир, Эш, которого местные принимают за «избранного пророчеством», отправляется на поиски Некрономикона. В процессе Эш встречается со своей тёмной половиной, «Плохим Эшем» (англ. Bad Ash / Evil Ash), появлявшимся ещё в первой части фильма (эпизод с зеркалом). Плохой Эш становится антагонистом истории и извечным противником «хорошего», в частности фигурирует в игре Evil Dead: Hail to the King. Из-за неправильно произнесённого над найденной книгой заклятия (Clatoo Verata Nicto!) Эш случайно пробуждает демонов во главе с Плохим Эшем, который формирует армию скелетов и отправляется на штурм замка, чтобы вернуть Некрономикон. Эш возглавляет оборону, параллельно делает себе полностью функциональный механический протез вместо утраченной правой руки. После победы он с помощью магии возвращается в свой мир, однако выясняется, что демоны последовали за ним. (В альтернативной концовке фильма Эш просыпается в пост-апокалиптическом будущем, существование которого также поясняется в комиксе Армия тьмы: Прах к праху.)

### События комикса «Ashes to Ashes» («Прах к праху»)
Вернувшись в своё время, Эш узнаёт от последовавшего за ним старого колдуна, что он снова напутал со словами заклятия и вернулся немного раньше положенного срока, а именно накануне своей же поездки в лесной дом. Эш понимает, что теперь может спасти свою девушку, однако колдун уверяет, что для спасения мира от потусторонних демонов они должны вернуться в лес, найти Некрономикон, убедиться, что другой Эш прошёл через портал и попал в прошлое, после чего отвезти книгу в место, где она была написана и уничтожить. Выполняя эту задачу, Эшу удаётся воссоединиться со своим отправленным в прошлое двойником, с помощью старых средневековых приятелей одолеть дедайтов во главе со Злым Эшем, однако в финале Эш забывает отправить Некрономикон в прошлое, сохранив таким образом угрозу для себя и человечества.

### События комикса «Фредди и Джейсон против Эша»
Эш стремится отыскать Некрономикон, чтобы остановить экспансию дедайтов в мир людей. Весьма кстати начальство переводит Эша в только что открывшийся новый магазин S-Mart на Хрустальном озере, где стоит старый дом семейства Вурхизов, в котором и хранится книга. В погоне за книгой Эш вступает в борьбу с серийными маньяками Фредди Крюгером и Джейсоном Вурхизом, первый из которых использует второго, чтобы достать Некрономикон и возродиться в новом теле. Действие комикса происходит спустя 5 лет после событий фильма Фредди против Джейсона. С помощью новой подруги Кэрри Эшу удаётся изгнать Крюгера в измерение дедайтов, а Джейсона утопить на дне озера.

### События комикса «Фредди и Джейсон против Эша: Воины ночных кошмаров»
Некрономикон, оставшийся вмёрзшим в лёд после событий предыдущего комикса, оказывается в руках у чиновника Гордона Расселла, задумавшего обрести с его помощью безграничную власть. Крюгер тем временем снова пробуждает Джейсона и отправляет его найти и убить Эша. Сам Эш спустя полгода после событий предыдущего комикса наслаждается спокойной жизнью вместе с Кэрри во Франклине (штат Мичиган). Когда Вурхиз убивает Кэрри, одержимый желанием мести Эш присоединяется к группе людей, переживших в своё время нападения Фредди и Джейсона. Между тем Гордон, используя Некрономикон, вытаскивает Крюгера из другого измерения, надеясь выведать его тёмные секреты. Однако Фредди призывает в мир армию дедайтов, во главе которой ставит Джейсона, и начинает масштабный террор в Вашингтоне.

## Оружие и боевые навыки
Характерным выбором Эша в борьбе с нежитью является бензопила (большую часть времени являлась съёмной и надевалась на место отсутствовавшей кисти правой руки) и охотничье ружьё, которое сам Эш в третьей части фильма называет «бум-палкой» (англ. boomstick), в сериале — «палкой-стрелялкой»:

Это… моя бум-палка! Двуствольный Ремингтон 12-го калибра. Лидер продаж в Эс-Марте. Вы можете найти такой в отделе спортивных товаров. Эта сладкая малышка была произведена в Гранд-Рапидсе, штат Мичиган. Рекомендованная розничная цена 109,95 $. Приклад из орехового дерева, ствол из воронёной стали и отличный спусковой механизм. Вот так!
Оригинальный текст (англ.)This... is my boomstick! The twelve-gauge double-barreled Remington. S-Mart's top of the line. You can find this in the sporting goods department. That's right, this sweet baby was made in Grand Rapids, Michigan. Retails for about a hundred and nine, ninety five. It's got a walnut stock, cobalt blue steel, and a hair trigger. That's right.

Бензопила и ружьё найдены соответственно в сарае и подвале лесного дома в первой части фильма. Ружьё в первом фильме было одноствольным, во второй части Эш сделал из ружья обрез, к которому добавилась заплечная кобура.
В третьей части фильма выясняется, что Эш обладает некоторыми навыками рукопашного боя и серьёзными техническими познаниями, позволившими ему собрать себе механическую руку, а также переоборудовать разбитый автомобиль Oldsmobile Delta 1973 года в действующую боевую машину.
Из способностей героя заметно, что Эш — левша или амбидекстр, хотя это может быть вынужденным из-за того, что зло вселилось именно в правую руку. Это связано с тем, что сам актер Брюс Кэмпбэлл левша.

## Эш в комиксах
Эш — главный герой серии комиксов «Army of Darkness». В серии есть комиксы прямо продолжающие сюжетную линию комиксов — «Ashes 2 Ashes», «Shop till You Drop Dead». Также персонаж Эша стал героем и многочисленных кроссоверов — «Фредди и Джейсон против Эша», «Marvel Zombies vs. The Army Of Darkness», «Darkman vs. Army Of Darkness», «Army Of Darkness/Xena» и «Army Of Darkness: Ash Saves Obama», где Эш Уильямс встречается с Фредди Крюгером, Джейсоном Вурхизом, персонажами Marvel, Зеной и даже спасает президента США — Барака Обаму

## Эш в видеоиграх
Фильмы трилогии «Зловещии мертвецами» стали основой для создания нескольких компьютерных игр — The Evil Dead, Evil Dead: Hail to the King, Evil Dead: A Fistful of Boomstick, Evil Dead: Regeneration.
Эш Уильямс стал персонажем компьютерной игры «Terrordrome: Rise Of The Boogeyman» — файтинга, в котором главные герои — отрицательные персонажи известных фильмов ужасов.
Также Эш присутствует в игре Poker Night 2. Под именем «Эш Броллианс» фигурирует в платформере Broforce.
В честь него назван персонаж игры Mass Effect, Эшли «Эш» Уильямс (правда женского пола).
Эш Уильямс стал персонажем в роли выжившего в компьютерной игре Dead by Daylight — в жанре survival horror. Он был добавлен вместе с выходом дополнения «Ash vs EvilDead», 2 апреля 2019 года.
Эш был объявлен главным персонажем в грядущей игре Evil Dead: The Game, где он появится вместе с персонажами и локациями из всей франшизы. Уильямс изображается во всех своих воплощениях из главных фильмов и сериала франшизы.

## Критика и отзывы
Журнал «Мир Фантастики» поставил Эша и его злого двойника на 10 место в списке «10 самые-самые фантастические близнецы»..
Эш Уильямс был поставлен на одиннадцатое место в списке UGO.com «100 лучших персонажей всех времён», будучи описан как «эгоистичный, вечно жалующийся, женоненавистнический жлоб», но при этом и лучший «убийца демонов и зомби из когда-либо изображённых на киноэкране». Кроме того, персонаж был высоко оценён за его смирение в конце «Армии Тьмы», когда вернулся в своё время. Журнал Empire поставил его на 24-е место в своём списке 100 величайших киноперсонажей, назвав его «по-настоящему знаковым героем ужаса» и «бредовой, вкусной, недалёкой» пародией на героев боевиков. Он был также поставлен на 77-е место в списке 100 величайших вымышленных персонажей Fandomania